# Tulsi Gabbard
Tulsi Gabbard (ur. 12 kwietnia 1981 w Leloaloa) – amerykańska polityk i żołnierz, w latach 2013–2021 członkini Izby Reprezentantów Stanów Zjednoczonych, wiceprzewodnicząca Krajowego Komitetu Partii Demokratycznej od 2013 do 2016, podpułkownik rezerwy Armii Stanów Zjednoczonych, weteranka II wojny w Zatoce Perskiej.
Jako nastolatka była jedną z założycielek Healthy Hawai’i Coalition, organizacji non-profit skoncentrowanej na ochronie środowiska. W 2009 ukończyła administrację biznesową na uniwersytecie Hawaii Pacific University i zdobyła tytuł naukowy Bachelor of Science in Business Administration.
Związała się z Partią Demokratyczną i w 2002 wygrała wybory do Izby Reprezentantów Hawajów. W 2003 rozpoczęła służbę w Gwardii Narodowej Hawajów. Ukończyła podstawowy trening wojskowy między posiedzeniami Izby. Nie udało jej się uzyskać reelekcji w 2004, ponieważ przegrała prawybory Partii Demokratycznej z Ridą Cabanillą.
Od 2004 do 2005 r. służyła w jednostce medycznej w Iraku. Od 2006 do 2009 r. była doradcą legislacyjnym senatora Daniela Akaki. W 2007 ukończyła akademię wojskową Alabama Military Academy.
W 2010 r. została wybrana do rady miejskiej Honolulu, a w 2012 do Izby Reprezentantów. Z powodzeniem ubiegała się o reelekcję w 2014, 2016 i 2018 r. Od 2013 do 2016 była wiceprzewodniczącą Krajowego Komitetu Partii Demokratycznej. W czasie Wojny domowej w Syrii osobiście spotkała się z prezydentem Syrii Baszszar al-Asadem W 2019 ogłosiła swoją kandydaturę w prawyborach prezydenckich Partii Demokratycznej.

## Wczesne życie i edukacja
Tulsi Gabbard urodziła się 12 kwietnia 1981 w Leloaloa, w Samoa Amerykańskim. Jej ojciec Mike Gabbard był stanowym senatorem na Hawajach, a matka Carol Gabbard z domu Porter była członkinią Rady Edukacji Hawajów. Jest pochodzenia azjatyckiego, polinezyjskiego i kaukaskiego. Dorastała na Hawajach. Jako nastolatka Gabbard była jedną z założycielek Healthy Hawai’i Coalition, organizacji non-profit skoncentrowanej na ochronie środowiska. W 2009 ukończyła administrację biznesową na uniwersytecie Hawaii Pacific University i zdobyła tytuł naukowy Bachelor of Science in Business Administration.

## Kariera polityczna
W 2002 r. pokonała Ridę Cabanillę w prawyborach Partii Demokratycznej, a następnie wygrała wybory do Izby Reprezentantów Hawajów. Reprezentowała zachodnie Oʻahu. Miała wówczas 21 lat, co czyniło ją najmłodszą kobietą wybraną do Izby Reprezentantów Hawajów. Chcąc ubiegać się o kolejną kadencję, w 2004 ponownie wzięła udział w prawyborach Partii Demokratycznej, tym razem zdobywając 25,22% głosów i przegrywając z Ridą Cabanillą.
Od 2006 do 2009 r. była doradcą legislacyjnym senatora Daniela Akaki z Hawajów. Doradzała mu w sprawach energetyki, niepodległości Hawajów, bezpieczeństwa wewnętrznego, ochrony środowiska i w sprawach weteranów.
2 listopada 2010 została wybrana do rady miejskiej Honolulu.
6 listopada 2012 pokonała Davida „Kawikę” Crowley'ego w wyborach do Izby Reprezentantów Stanów Zjednoczonych w 2. okręgu Hawajów. Uzyskała reelekcję w 2014, 2016 i 2018.
22 stycznia 2013 została wybrana na wiceprzewodniczącą Krajowego Komitetu Partii Demokratycznej.
12 października 2015 w programie The Situation Room na CNN poskarżyła się, że została wyproszona z debaty kandydatów Partii Demokratycznej na prezydenta. Jej zdaniem było to spowodowane tym, że publicznie opowiadała się za organizowaniem większej liczby debat, co uczyniło ją niemile widzianą na wszystkich debatach. 20 listopada wezwała prezydent Stanów Zjednoczonych Baracka Obamę do pozwolenia, aby Baszszar al-Asad nadal był prezydentem Syrii, w związku z trwającą tam wówczas wojną domową.
28 lutego 2016 ustąpiła z funkcji wiceprzewodniczącej Krajowego Komitetu Partii Demokratycznej, aby móc publicznie popierać Berniego Sandersa w prawyborach prezydenckich. 21 listopada 2016 spotkała się z prezydentem elektem Donaldem Trumpem z Partii Republikańskiej, który chciał zasięgnąć jej rady w sprawie walki z takimi grupami terrorystycznymi jak Al-Ka’ida i Państwo Islamskie, a także w różnych sprawach związanych z polityką zagraniczną.
25 stycznia 2017 poinformowała w wywiadzie z Jakiem Tapperem na CNN, że spotkała się z prezydentem Syrii Baszszarem al-Asadem. Była to tajna czterodniowa wizyta. Gabbard zapewniła, że Assad troszczy się o naród syryjski. Jej wizyta spotkała się z krytyką, a w szczególności fakt, że wizyta miałaby zostać ufundowana ze środków publicznych. 31 stycznia Gabbard zapewniła, że opłaci wizytę z własnych środków. 7 kwietnia podała w wątpliwość zarzuty, jakoby Assad odpowiadał za użycie broni chemicznej i zabicie dziesiątek Syryjczyków, pomimo zapewnień prezydenta Stanów Zjednoczonych Donalda Trumpa, sekretarza stanu Rexa Tillersona i Pentagonu.
21 listopada 2018 nazwała prezydenta Stanów Zjednoczonych Donalda Trumpa suką Arabii Saudyjskiej, ponieważ wyrażał się pochlebnie o Arabii Saudyjskiej po śmierci dziennikarza Dżamala Chaszukdżiego, znanego z krytyki rządu saudyjskiego.

## Służba wojskowa

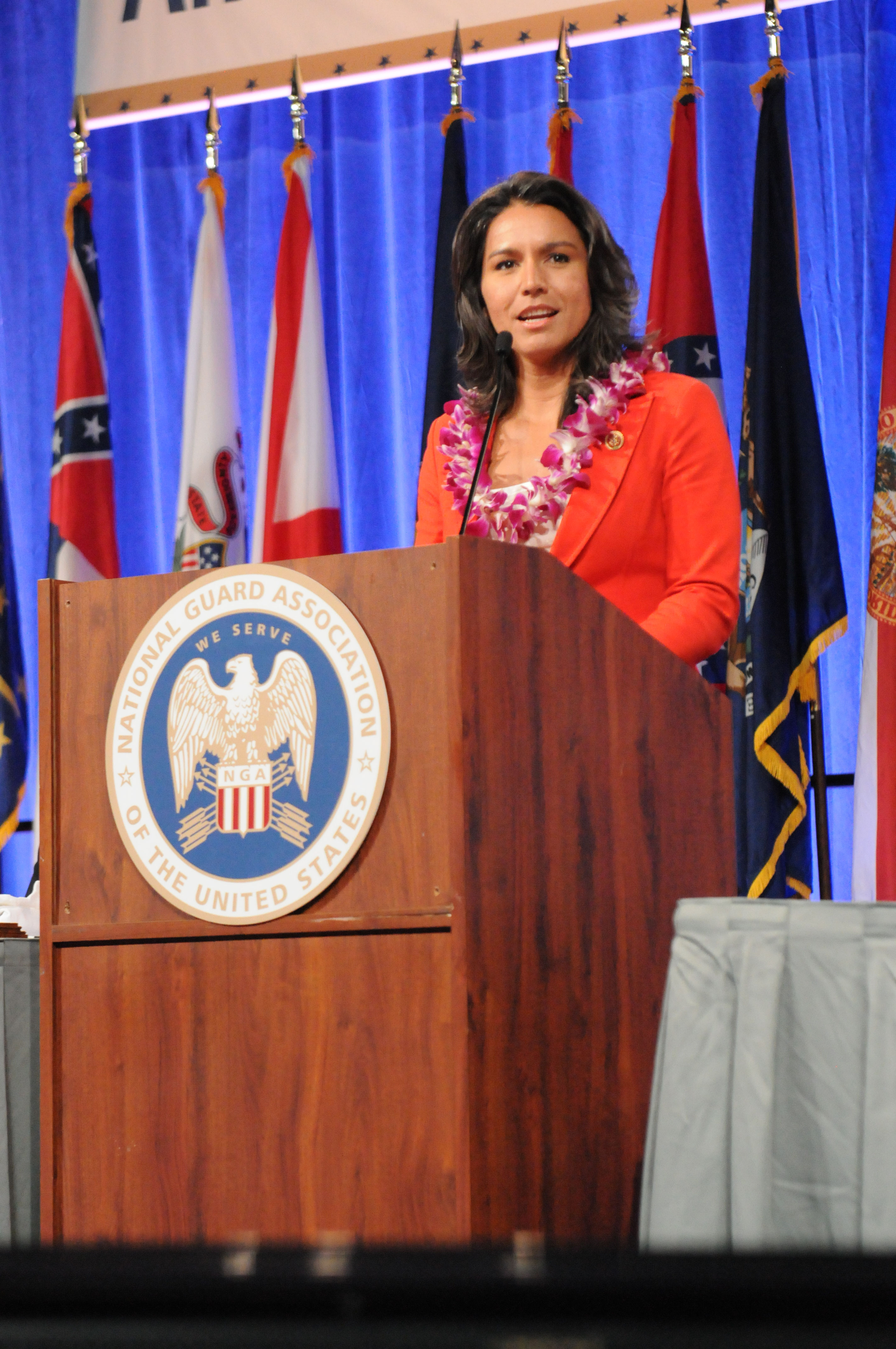
Tulsi Gabbard na 135. dorocznej konferencji National Guard Association of the United States (Stowarzyszenie Gwardii Narodowej Stanów Zjednoczonych) w Honolulu w 2013

W 2003 rozpoczęła służbę w Gwardii Narodowej Hawajów. Ukończyła podstawowy trening wojskowy między posiedzeniami stanowej Izby Reprezentantów, której była członkinią. Od 2004 do 2005 dobrowolnie służyła w jednostce medycznej w Iraku. W 2007 ukończyła akademię wojskową Alabama Military Academy. Od 2008 do 2009 trenowała antyterrorystów w Kuwejcie. 12 października 2015 została awansowana ze stopnia kapitana na majora.

## Wybory prezydenckie w 2020

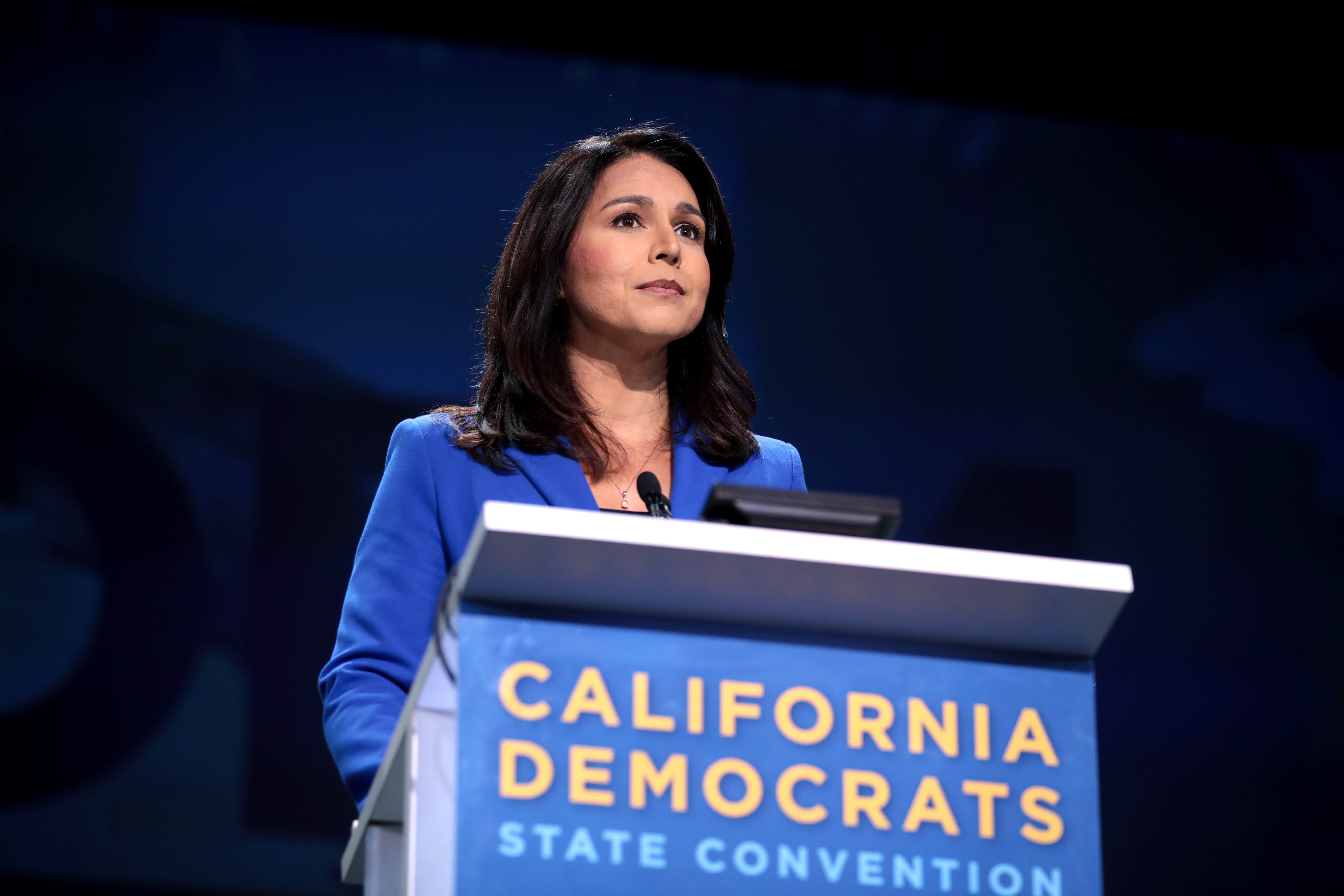
Tulsi Gabbard na konwencji Partii Demokratycznej w Kalifornii w 2020 r.

11 stycznia 2019 w wywiadzie z Vanem Jonesem w CNN zapowiedziała zamiar kandydowania w wyborach prezydenckich w 2020. Jeszcze przed rozpoczęciem kampanii zarzucano jej wrogą postawę wobec społeczności LGBT i wsparcie organizacji anty-homoseksualnej swojego ojca The Alliance for Traditional Marriage. 17 stycznia Tulsi Gabbard publicznie przeprosiła za swoje dawne komentarze dotyczące osób LGBT. Była również krytykowana za spotkanie z prezydentem Syrii Baszszarem al-Asadem dwa lata wcześniej, ale 20 stycznia Gabbard zapewniła, że nie żałuje swojej decyzji, a spotykanie się z głowami innych państw jest dobre dla pokoju i bezpieczeństwa narodowego. 2 lutego 2019 oficjalnie rozpoczęła kampanię wyborczą w ramach prawyborów Partii Demokratycznej. Wycofała się 19 marca 2020 po niezadowalających wynikach wstępnych. Uzyskała 273 940 głosów, co dało jej 0,74% wszystkich głosów i 7. najlepszy wynik w prawyborach.

## Wybory prezydenckie w 2024
26 sierpnia 2024 na konferencji Stowarzyszenia Gwardii Narodowej (National Guard Association) w Detroit udzieliła poparcia obecnemu na tej konferencji Donaldowi Trumpowi w wyborach prezydenckich 2024. 13 listopada 2024 została nominowana przez Trumpa jako prezydenta elekta na stanowisko Dyrektora Wywiadu Narodowego.
Nominacja Gabbard na stanowisko dyrektora wywiadu narodowego wywołuje kontrowersje, gdyż – podobnie jak inni kandydaci Donalda Trumpa – nie podpisała zgody na rutynowe sprawdzenie jej życiorysu przez FBI, w 2017 roku natomiast potajemnie spotykała się z dyktatorem Syrii Baszszarem al-Asadem.

## Wyniki wyborów
| Rok  | Wybory | Partia     | Główny przeciwnik                     | Wynik            | Wynik | Wynik   | Źródło |
| Rok  | Wybory | Partia     | Główny przeciwnik                     | Głosy powszechne | %     | Wygrana | Źródło |
| ---- | --- | ---------- | ------------------------------------- | ---------------- | ----- | ------- | ------ |
| 2002 | Prawybory Partii Demokratycznej przed wyborami do Izby Reprezentantów Hawajów w 42. okręgu wyborczym           | Demokraci  | Rida Cabanilla (Demokratka)           | 1 095            | 48,07 | T       | [ 3 ]  |
| 2002 | Wybory do Izby Reprezentantów Hawajów w 42. okręgu wyborczym                                                   | Demokraci  | Alfonso Jimenez (Republikanin)        | 3 106            | 64,87 | T       | [ 4 ]  |
| 2004 | Prawybory Partii Demokratycznej przed wyborami do Izby Reprezentantów Hawajów w 42. okręgu wyborczym           | Demokraci  | Rida Cabanilla (Demokratka)           | 579              | 25,22 | N       | [ 5 ]  |
| 2010 | Wybory do rady miasta Honolulu w 6. okręgu wyborczym – I tura                                                  | Niezależna | Sesnita A.D. Moepono (bezpartyjna)    | 6 088            | 32,97 | T       | [ 15 ] |
| 2010 | Wybory do rady miasta Honolulu w 6. okręgu wyborczym – II tura                                                 | Niezależna | Sesnita A.D. Moepono (bezpartyjna)    | 15 060           | 58,50 | T       | [ 16 ] |
| 2012 | Prawybory Partii Demokratycznej przed wyborami do Izby Reprezentantów Stanów Zjednoczonych w 2. okręgu Hawajów | Demokraci  | Mufi Hannemann (Demokrata)            | 62 882           | 55,07 | T       | [ 17 ] |
| 2012 | Wybory do Izby Reprezentantów Stanów Zjednoczonych w 2. okręgu Hawajów                                         | Demokraci  | David „Kawika” Crowley (Republikanin) | 168 503          | 80,54 | T       | [ 18 ] |
| 2014 | Wybory do Izby Reprezentantów Stanów Zjednoczonych w 2. okręgu Hawajów                                         | Demokraci  | David „Kawika” Crowley (Republikanin) | 142 010          | 78,75 | T       | [ 6 ]  |
| 2016 | Prawybory Partii Demokratycznej przed wyborami do Izby Reprezentantów Stanów Zjednoczonych w 2. okręgu Hawajów | Demokraci  | Shay Chan Hodges (Demokratka)         | 80 026           | 84,53 | T       | [ 19 ] |
| 2016 | Wybory do Izby Reprezentantów Stanów Zjednoczonych w 2. okręgu Hawajów                                         | Demokraci  | David „Kawika” Crowley (Republikanka) | 170 848          | 81,16 | T       | [ 7 ]  |
| 2018 | Prawybory Partii Demokratycznej przed wyborami do Izby Reprezentantów Stanów Zjednoczonych w 2. okręgu Hawajów | Demokraci  | Sheryl F. Alu Campagna (Demokratka)   | 13 947           | 12,31 | T       | [ 20 ] |
| 2018 | Wybory do Izby Reprezentantów Stanów Zjednoczonych w 2. okręgu Hawajów                                         | Demokraci  | Brian Evans (Republikanin)            | 153 271          | 77,36 | T       | [ 8 ]  |
| 2020 | Prawybory prezydenckie Partii Demokratycznej w 2020 roku                                                       | Demokraci  | Joe Biden (Demokrata)                 | 273 940          | 0,74  | T       | [ 11 ] |

## Odznaczenia

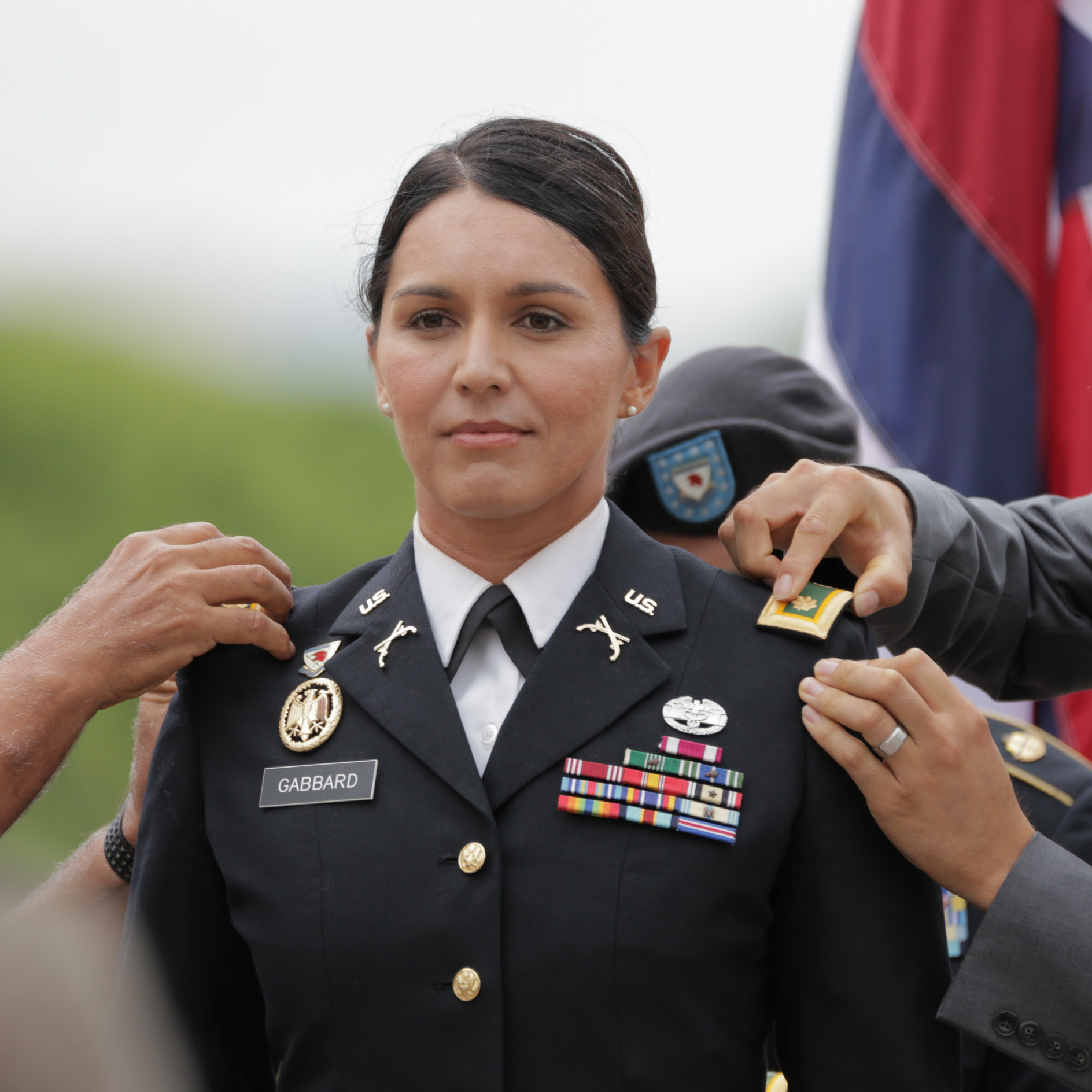
Tulsi Gabbard w trakcie ceremonii awansowania na stopień majora

### Amerykańskie
- Combat Medical Badge(inne języki) (2005)[21][22]
- Medal za Dobre Zachowanie[21]
- Medal Pochwalny z Oak Leaf Cluster(inne języki)[21]
- Medal Sił Lądowych za Osiągnięcie z Oak Leaf Cluster[21]
- Medal za Chwalebną Służbę (2006)[21][23]

### Zagraniczne
- Złoty Abzeichen für besondere Leistungen im Truppendienst(inne języki) (Niemcy)[21][24]

## Życie prywatne
Deklaruje się jako hinduistka.
W 2002 r. wyszła za mąż za Eduardo Tamayo. Rozwiedli się w 2006. W 2015 wyszła za operatora filmowego Abrahama Williamsa.
Hobbystycznie uprawia surfing.